# 灭鼠优
灭鼠优（英語：或Pyriminil、Vacor）是一种含氮有机化合物，化学式C13H12N4O3，曾被用作鼠药，被美国环境保护局（EPA）列入极度危险物质列表，1979年起停止使用。